# Estádio Municipal Doutor José Sidney da Cunha
O Estádio Municipal Doutor José Sidney da Cunha é um estádio de futebol localizado na cidade de Capão Bonito, no estado de São Paulo, pertence a Prefeitura Municipal de Capão Bonito, mas, por meio de comodato, é administrado pelo Elosport, que lá manda os seus jogos.
Em 2010 foi uma das sedes da Copa São Paulo de Futebol Júnior, recebeu 6 jogos (pela primeira fase da competição) das equipes do São Bento, Barueri, Paraná e Marília.